# Cleora acerata
Cleora acerata är en fjärilsart som beskrevs av Fletcher 1967. Cleora acerata ingår i släktet Cleora och familjen mätare. Inga underarter finns listade i Catalogue of Life.